# Guillaume Caillet

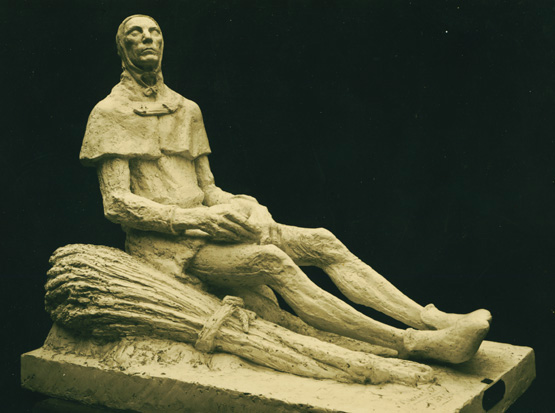
Guillaume Caillet by the sculptor Victor Nicolas (plaster statue, 1934).

Guillaume Caillet  (auch: Karle, Cale, Carle oder Callet – Vorname auch: Jacques) war ein mittelständischer Bauer und Mitte des 14. Jahrhunderts Anführer der ersten offenen Revolte der Bauernschaft gegen die adlige Grundherrschaft der französischen Geschichte, der sogenannten Grande Jacquerie.

## Leben
Caillets Ursprünge, seine Familienverhältnisse und seine Lebensdaten sind weitgehend unbekannt. Als relativ sicher gilt seine Herkunft aus dem Dorf Mello (Oise) im Beauvais nördlich von Paris. Sein Name ist durch die sogenannten „Lettres de rémissions“ – eine Art nachträgliches Rechtfertigungsschreiben – der königlichen Verwaltung zum Ausgang der Revolte bezeugt. Die Chroniken und Chartulare seiner Epoche beschreiben Guillaume als einen Mann mit gewissem Charisma, „ein Mann mit gutem Wissen, redegewandt und mit guter Figur“. In einer Zeit, in der bereits der Hundertjährige Krieg im Gange war, boten Auseinandersetzungen im Adel, in die insbesondere die französische Krone und das Navarra verwickelt waren, nicht nur den Pariser Bürgern, sondern durch die von den Landverwüstungen hervorgerufene Hungersnot besonders hart betroffenen Bauern Anlass zur Revolte.
König Karl V. blieb während des Aufstandes weitgehend tatenlos, wovon zunächst Karl der Böse von Navarra profitierte. Obwohl diesem die Schwächung des Königs nutzte, konnten ihm die revoltierenden Bauern ebenso gefährlich werden. Er lud Guillaume Caillet als Anführer der Bauerntruppen ein, ihm sollte sicheres Geleit gewährt sein! Dabei wurde er gefangen genommen, gefoltert, mit einer glühenden eisernen Dreifuß als Krone „zum Bauernkönig ernannt“ und am 10. Juni 1358 enthauptet oder erschlagen.

## Wirken
Im Mai 1358 wurde Caillet von den Aufständischen, den „Jacques“, gedrängt, ihr Anführer zu sein. Sie nannten ihn „König“ bzw. „Souveräner Hauptmann des flachen Landes“. Er hatte zunächst das Kommando zurückgewiesen, sich jedoch dann bei Todesandrohung gebeugt. Als Verbündete der ersten Stunde finden ein Angehöriger des Malteserordens und ein gewisser Jacques Bernier de Montataire Erwähnung.
Caillet ging es vornehmlich um den Schutz der Landleute vor den gewalttätigen Übergriffen durch in- und ausländische Adlige. Die Rebellion schien außerdem eine Idee zu enthalten: „Es muss eine Welt ohne Edelmänner möglich sein!“
Nach Ausbruch am 21. Mai 1358 fand der Aufstand schnell Nahrung und griff auf die Gebiete der Île-de-France, der Picardie, der Champagne, des Artois und der Normandie bis auf Lothringen über. Caillet versuchte vergeblich, eine gemeinsame Front mit der hinter dem Vorsteher der Pariser Handelsgilde Étienne Marcel, versammelten Protestbewegung aufzubauen, um dessen Gunst gleichzeitig Karl V. buhlte.
Die Bauernschaft hatte sich von den Vorgängen in Paris zur Revolte gegen die adlige Grundherrschaft ermutigen lassen. Guillaume war sich durchaus bewusst, dass seine Bauern die Unterstützung der Städte brauchten. Aber in den Städten galt es nicht gleichermaßen. Die Stadtarmut stand zweifelsohne auf der Bauernseite. Die reichen Kaufleute spürten in sich jedoch mehr als ein Unbehagen angesichts der Schlagkraft der Bauernhaufen, obwohl Marcel zunächst Guillaumes Plan nicht abgeneigt schien. Guillaume hatte die Situation nicht richtig eingeschätzt. König Karl stützte sich stärker als angenommen auf den bürgerlichen Stand und stellte weitreichende Reformen des königlichen Staates wie von Étienne Marcel gefordert in Aussicht. Nachdem zudem die Bauernschaft durch eine Kriegslist Karls des Bösen ihres charismatischen Führers Guillame Caillet beraubt war, konnten die Bauern ihr angestrebtes Ziel nicht verwirklichen, sie wurden vernichtend geschlagen. Die in der Folge vom Adel an den Bauern begangenen Gräueltaten und eine zerstrittene Pariser Bürgerschaft bewirkten, dass sich das Volk wieder dem König zuwandte.

## Der Spottname Jacques Bonhomme
Jacques Bonhomme ist der Name, der Guillaume Caillet von Jean Froissart zugeordnet wurde.
In Wirklichkeit stammt die Bezeichnung „Jacques Bonhomme“ als solche aus der Epoche der Bauernaufstände im 14. Jahrhundert und bezeichnet die Bauernschaft (oder ihren Anführer Guillsume oder „Jacques“ Caillet). Laut der Chronik von Jean de Venette belegten Adlige die Bauern mit diesem Spottnamen. Im Altfranzösischen ist „Jacques“ ein Synekdoche für Bauer, was von der für die Bauern typischen kurzen Weste, der „Jacque“ abgeleitet wurde.